# Lijst van voetbalinterlands Bangladesh - Pakistan (vrouwen)
Deze lijst van voetbalinterlands is een overzicht van alle officiële voetbalinterlands tussen de nationale vrouwenteams van Bangladesh en Pakistan. De landen hebben tot nu toe drie keer tegen elkaar gespeeld.

## Wedstrijden
| № | Plaats    | Datum             | Competitie                        | Wedstrijd             | Uitslag |
| - | --------- | ----------------- | --------------------------------- | --------------------- | ------- |
| 1 | Dhaka     | 2 februari 2010   | Zuid-Aziatische Spelen 2010       | Bangladesh − Pakistan | 1 − 0   |
| 2 | Kathmandu | 10 september 2022 | Zuid-Aziatisch kampioenschap 2022 | Pakistan − Bangladesh | 0 − 6   |
| 3 | Kathmandu | 20 oktober 2024   | Zuid-Aziatisch kampioenschap 2024 | Bangladesh − Pakistan | 1 − 1   |

## Samenvatting
| Competitie                   | Totaal gespeeld | Winst Bangladesh | Gelijk | Winst Pakistan | Doelsaldo Bangladesh – Pakistan |
| ---------------------------- | --------------- | ---------------- | ------ | -------------- | ------------------------------- |
| Zuid-Aziatisch kampioenschap | 2               | 1                | 1      | 0              | 7 − 1                           |
| Zuid-Aziatische Spelen       | 1               | 1                | 0      | 0              | 1 − 0                           |
| Totaal                       | 3               | 2                | 1      | 0              | 8 − 1                           |